# Йорданія на літніх Олімпійських іграх 2016
Йорданія на літніх Олімпійських іграх 2016 була представлена 8 спортсменами в 6 видах спорту.

## Медалісти
| Медалі | Спортсмени    | Вид спорту | Дисципліна         | Дата      |
| ------ | ------------- | ---------- | ------------------ | --------- |
| Золото | Ахмад Абугауш | Тхеквондо  | чоловіки, до 68 кг | 18 серпня |

## Легка атлетика
Легенда
- Note – для трекових дисциплін місце вказане лише для забігу, в якому взяв участь спортсмен
- Q = пройшов у наступне коло напряму
- q = пройшов у наступне коло за добором (для трекових дисциплін - найшвидші часи серед тих, хто не пройшов напряму; для технічних дисциплін - увійшов до визначеної кількості фіналістів за місцем якщо напряму пройшло менше спортсменів, ніж визначена кількість)
- NR = Національний рекорд
- N/A = Коло відсутнє у цій дисципліні
- Bye = спортсменові не потрібно змагатися у цьому колі

Трекові і шосейні дисципліни
| Спортсмен        | Дисципліна         | Фінал     | Фінал |
| Спортсмен        | Дисципліна         | Результат | Місце |
| ---------------- | ------------------ | --------- | ----- |
| Меткал Абу Дрейс | марафон (чоловіки) | 2:46:18   | 140   |

## Бокс
Йорданія надіслала на Олімпійські ігри двох боксерів у таких вагових категоріях. У надважкій вазі Хуссейн Ішаїш кваліфікувався на Олімпіаду завдяки переконливій перемозі на Азійському і океанському кваліфікаційному турнірі 2016, що пройшов у Цяньані (Китай). Натомість Обада Аль-Касбе отримав запрошення від Тристоронньої комісії на змагання в першій напівсередній вазі.
| Спортсмен       | Категорія              | Раунд 1/32                   | Раунд 1/16         | Чвертьфінали          | Півфінали          | Фінал              | Фінал           |
| Спортсмен       | Категорія              | Суперник Результат           | Суперник Результат | Суперник Результат    | Суперник Результат | Суперник Результат | Місце           |
| --------------- | ---------------------- | ---------------------------- | ------------------ | --------------------- | ------------------ | ------------------ | --------------- |
| Обада Аль-Касбе | до 64 кг (чоловіки)    | Артур Біярсланов (CAN) L 0–3 | Завершив виступ    | Завершив виступ       | Завершив виступ    | Завершив виступ    | Завершив виступ |
| Хуссейн Ішаїш   | понад 91 кг (чоловіки) | Bye                          | Ністор (ROU) W 2–1 | Тоні Йока (FRA) L 0–3 | Завершив виступ    | Завершив виступ    | Завершив виступ |

## Дзюдо
Йорданія представила одного спортсмена в середній ваговій категорії (до 90 кг) і таким чином дебютувала на Олімпійських іграх у цьому виді спорту. Ібрагім Халаф кваліфікувався за континентальною квотою від Азійського регіону, як йорданський дзюдока з найвищим рейтингом поза межами безпосередньої кваліфікації через світовий рейтинг лист IJF станом на 30 травня 2016 року.
| Спортсмен     | Категорія           | Раунд 1/64                     | Раунд 1/32         | Раунд 1/16         | Чвертьфінали       | Півфінали          | Втішний поєдинок   | Фінал / BM         | Фінал / BM      |
| Спортсмен     | Категорія           | Суперник Результат             | Суперник Результат | Суперник Результат | Суперник Результат | Суперник Результат | Суперник Результат | Суперник Результат | Місце           |
| ------------- | ------------------- | ------------------------------ | ------------------ | ------------------ | ------------------ | ------------------ | ------------------ | ------------------ | --------------- |
| Ібрагім Халаф | до 90 кг (чоловіки) | Томас Брісеньо (CHI) L 000–011 | Завершив виступ    | Завершив виступ    | Завершив виступ    | Завершив виступ    | Завершив виступ    | Завершив виступ    | Завершив виступ |

## Плавання
Йордан отримав універсальні місця від FINA на участь в Олімпійських іграх двох плавців (по одному кожної статі).
| Спортсмен     | Дисципліна                           | Забіг   | Забіг | Півфінал         | Півфінал         | Фінал            | Фінал            |
| Спортсмен     | Дисципліна                           | Час     | Місце | Час              | Місце            | Час              | Місце            |
| ------------- | ------------------------------------ | ------- | ----- | ---------------- | ---------------- | ---------------- | ---------------- |
| Хадер Баклах  | 200 метрів вільним стилем (чоловіки) | 1:48.42 | 31    | Завершив виступ  | Завершив виступ  | Завершив виступ  | Завершив виступ  |
| Таліта Баклах | 50 метрів вільним стилем (жінки)     | 26.48   | 51    | Завершила виступ | Завершила виступ | Завершила виступ | Завершила виступ |

## Тхеквондо
Йорданія надіслала на Олімпіаду одного спортсмена. Ахмад Абу-Гауш кваліфікувався в легкій ваговій категорії (68 кг), посівши одне з двох перших місць на Азійському кваліфікаційному турнірі 2016, що пройшов у Манілі (Філіппіни).
| Спортсмен      | Категорія           | Раунд 1/16               | Чвертьфінали          | Півфінали                   | Втішний поєдинок   | Фінал / BM                     | Фінал / BM |
| Спортсмен      | Категорія           | Суперник Результат       | Суперник Результат    | Суперник Результат          | Суперник Результат | Суперник Результат             | Місце      |
| -------------- | ------------------- | ------------------------ | --------------------- | --------------------------- | ------------------ | ------------------------------ | ---------- |
| Ахмад Абу-Гауш | до 68 кг (чоловіки) | Гофран Ахмед (EGY) W 9–1 | Лі Техун (KOR) W 11–8 | Хоель Гонсалес (ESP) W 12–7 | Bye                | Олексій Денисенко (RUS) W 10–6 | 1          |

## Тріатлон
Йорданія виставила одного тріатлоніста і таким чином дебютувала на Олімпійських іграх у цьому виді спорту. Лоуренс Фаноус отримав запрошення від Тристоронньої комісії.
| Спортсмен(ка)  | Дисципліна | Плавання, 1,5 км | Перехід 1 | Велосипед, 40 км | Перехід 2 | Біг, 10 км | Час     | Місце |
| -------------- | ---------- | ---------------- | --------- | ---------------- | --------- | ---------- | ------- | ----- |
| Лоуренс Фаноус | чоловіки   | 18:16            | 0:48      | 59:34            | 0:40      | 35:47      | 1:55.05 | 46    |